# 노먼 S. 케이스
노먼 스탠리 케이스(Norman Stanley Case, 1888년 10월 11일 ~ 1967년 10월 9일)은 미국의 정치인으로 제55대 로드아일랜드주 주지사이다.

## 학사
- 브라운 대학교 인문사회 학사
- 하버드 대학교
- 보스턴 대학교 법학학사

## 경력
- 1921 ~ 1926 로드아일랜드주 지방 검사
- 1927.01 ~ 1928.02 제48대 로드아일랜드 부지사
- 1928.02 ~ 1933.01 제55대 로드아일랜드 주지사
- 1930.07 ~ 1932.04 전국주지사협의회 의장
- 1934.07 ~ 1945.06 제1대 연방통신위원회 위원

## 역대 선거 결과
| 선거명      | 직책명              | 대수 | 정당   | 득표율 | 득표수    | 결과 | 당락                     |
| ----------- | ------------------- | ---- | ------ | ------ | --------- | ---- | ------------------------ |
| 1926년 선거 | 로드아일랜드 부지사 | 48대 | 공화당 | 0%     | 표        | 1위  | 로드아일랜드 부지사 당선 |
| 1928년 선거 | 로드아일랜드 주지사 | 55대 | 공화당 | 51.59% | 121,748표 | 1위  | 로드아일랜드 주지사 당선 |
| 1930년 선거 | 로드아일랜드 주지사 | 55대 | 공화당 | 50.53% | 112,070표 | 1위  | 로드아일랜드 주지사 당선 |
| 1932년 선거 | 로드아일랜드 주지사 | 56대 | 공화당 | 43.50% | 115,438표 | 2위  | 낙선                     |